# Josef Eidenberger (Politiker)

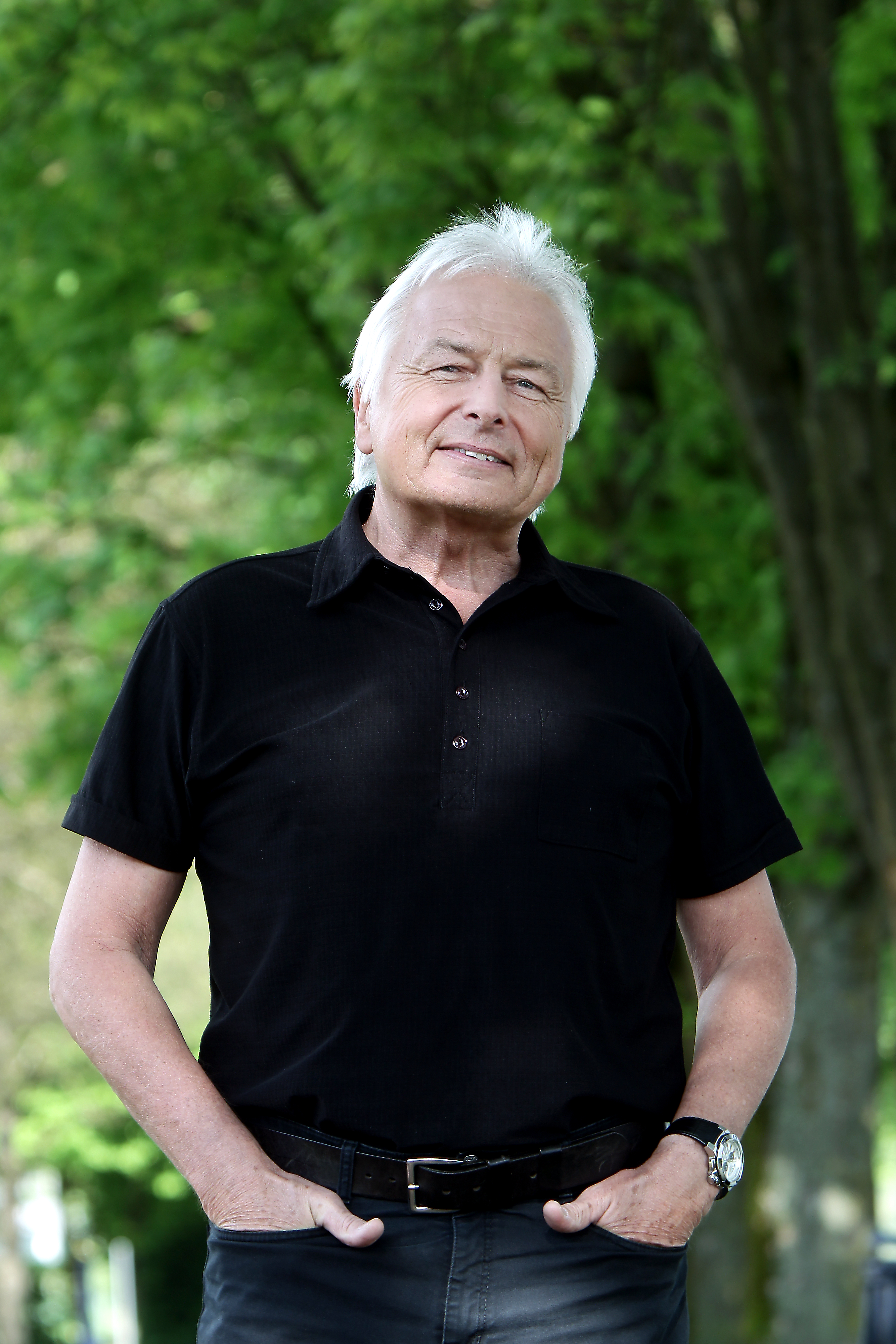
Josef Eidenberger

Josef Eidenberger (* 4. Jänner 1951 in Ottensheim) ist ein sozialdemokratischer Landtagsabgeordneter in Oberösterreich und lebt in Walding, Bezirk Urfahr-Umgebung.

## Werdegang
Josef Eidenberger absolvierte nach der Volksschule das Humanistische Gymnasium in Wilhering, das er mit der Matura abschloss. Im Anschluss daran besuchte er die Pädagogische Akademie; 21 Jahre als Lehrer folgten.
Eidenberger begann 1990 seine politische Laufbahn als Bezirksvorsitzender der SPÖ Urfahr-Umgebung; 2013 legte er diese Funktion zurück. Von 1991 bis 2014 war Eidenberger Bürgermeister von Walding; in dieser Ära wurde die gesamte Infrastruktur der Marktgemeinde neu errichtet.
1991 wurde er auch als Abgeordneter in den oberösterreichischen Landtag gewählt und war dort bis 2015 unter anderem Gemeindesprecher seiner Fraktion.

## Auszeichnungen
- Ehrenring der Gemeinde Walding
- Ehrenbürgerschaft der Gemeinde
- Großes Silbernes Ehrenzeichen für Verdienste um die Republik Österreich[1]
- 2016: Goldenes Ehrenzeichen des Landes Oberösterreich[2]